# Adolf Jastrzębski
Adolf Karol Jastrzębski (ur. 11 maja 1866 w Pernowie, zm. 22 lipca 1942 w specposiołku Siemigodnaja) – podpułkownik piechoty armii Imperium Rosyjskiego, generał brygady Wojska Polskiego.

## Życiorys
Adolf Karol Jastrzębski urodził się 11 maja 1866 w miejscowości Pernów (obecnie Parnawa), położonej na terytorium ówczesnej guberni inflanckiej, w rodzinie Jana, sierżanta artylerii rosyjskiej, i Elżbiety z Bronglewiczów. Nauki pobierał w szkole realnej w Smoleńsku, w 1886 roku ukończył szkołę junkrów w Kijowie. W 1909, w stopniu kapitana, pełnił służbę w 74 Stawropolskim pułku piechoty w Krzemieńcu. Uczestniczył w I wojnie światowej, dowodził m.in. batalionem i 754 Tulczyńskim pułkiem piechoty 189 Dywizji Piechoty (XXVI Korpus).
Od grudnia 1917 roku jako instruktor brał udział w tworzeniu polskich oddziałów wojskowych w Humaniu. Po rozbrojeniu przez Niemców przedostał się do Odessy. 6 marca 1918 roku wstąpił do 4 Dywizji Strzelców Polskich generała Żeligowskiego. Dowodził tam kompanią i intendenturą w Legii Rycerskiej.
Po powrocie do Polski brał udział w walkach w Małopolsce Wschodniej. W 1919 został przyjęty do Wojska Polskiego w stopniu pułkownika. W czasie wojny polsko-bolszewickiej dowodził kolejno: 10 pułkiem piechoty (od 1 sierpnia 1919 roku), VII Brygadą Piechoty (od 28 sierpnia 1919 roku). Od maja 1920 roku dowodził IX Brygadą Piechoty. 14 października 1920 roku został zwolniony ze stanowiska dowódcy brygady. Od stycznia 1921 był inspektorem etapów 4 Armii pozostając na ewidencji 10 pułku piechoty. Z dniem 1 listopada 1921 został przeniesiony w stan spoczynku. 26 października 1923 Prezydent RP, Stanisław Wojciechowski zatwierdził go w stopniu generała brygady ze starszeństwem z dniem 1 czerwca 1919.
Mieszkał początkowo w Brześciu nad Bugiem, następnie przeniósł się do Krzemieńca. Został osadnikiem wojskowym w osadzie Tulonka w powiecie stołpeckim.
Po zajęciu Kresów przez Sowietów aresztowany i zesłany w okolice Wołogdy, gdzie zmarł. Dwukrotnie żonaty, pierwszą żoną była Elżbieta z Bergów, drugą żona była Maria z Kazimierowiczów.

## Awanse
- podporucznik (Подпоручик) – 1890[11]
- porucznik (Поручик) – 1894
- sztabskapitan (Штабс-капитан) – 1900
- kapitan (Капитан) – 1905
- podpułkownik (Подполковник) – 1914
- pułkownik – 1919
- generał brygady – 26 października 1923

## Odznaczenia
- Krzyż Walecznych
- Medal Międzysojuszniczy „Médaille Interalliée”